# Indicatif régional 347

Carte de l'État de New York (en bleu et rouge) avec les territoires de ses indicatifs régionaux. Le territoire de l'indicatif régional 347 est en rouge.

L'indicatif régional 347 est l'un des multiples indicatifs téléphoniques régionaux de l'État de New York aux États-Unis.
Cet indicatif dessert les sections suivantes de la ville de New York :
- les arrondissements de Brooklyn, Queens, Bronx et Staten Island
- ainsi que les quartiers Marble Hill et Inwood de l'arrondissement de Manhattan.

La carte ci-contre indique en rouge le territoire couvert par l'indicatif 347.
L'indicatif régional 347 fait partie du Plan de numérotation nord-américain.